# Lukanische Vasenmalerei

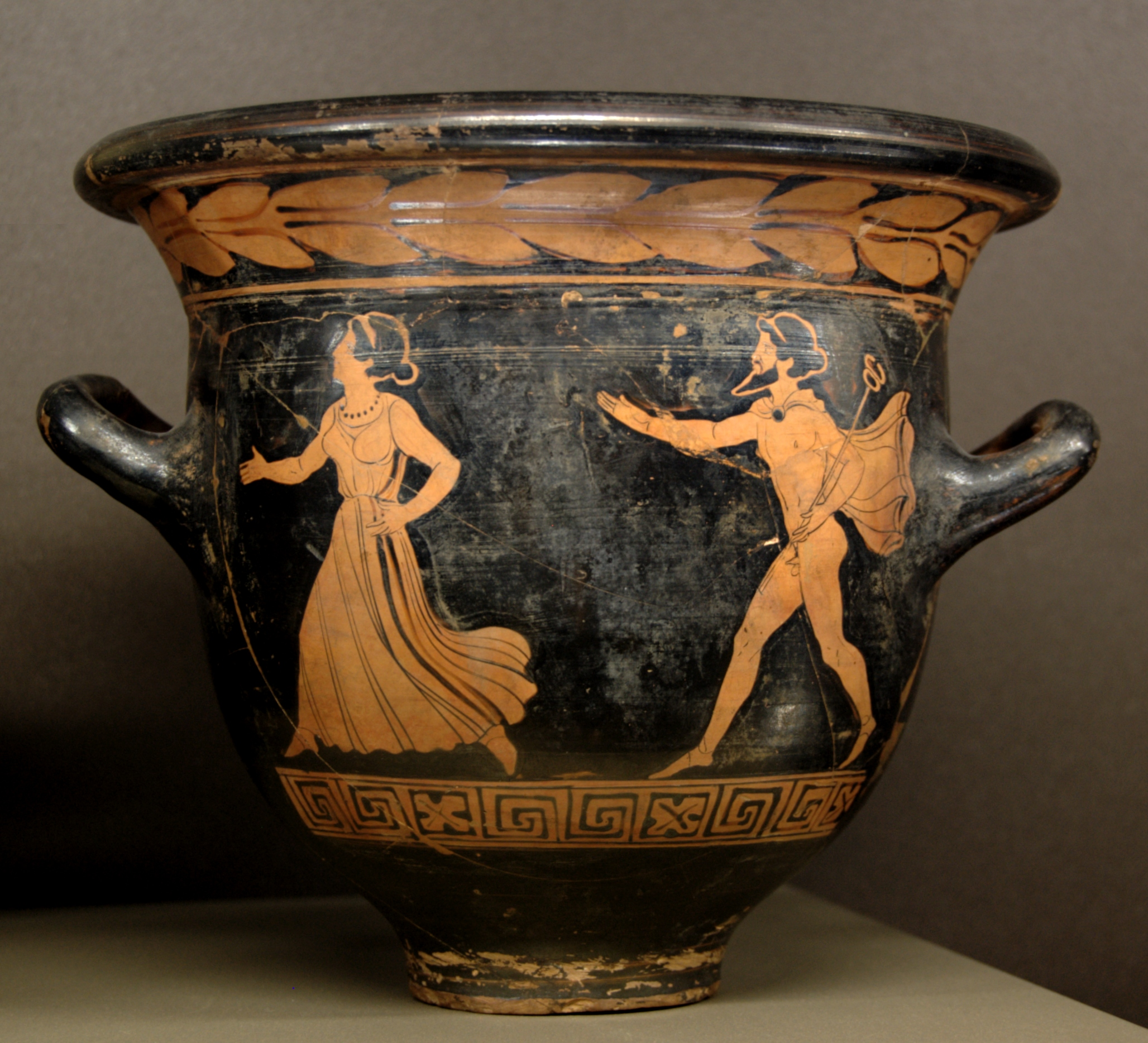
Hermes verfolgt eine Frau, Glockenkrater des Dolon-Malers, um 390/80 v. Chr.

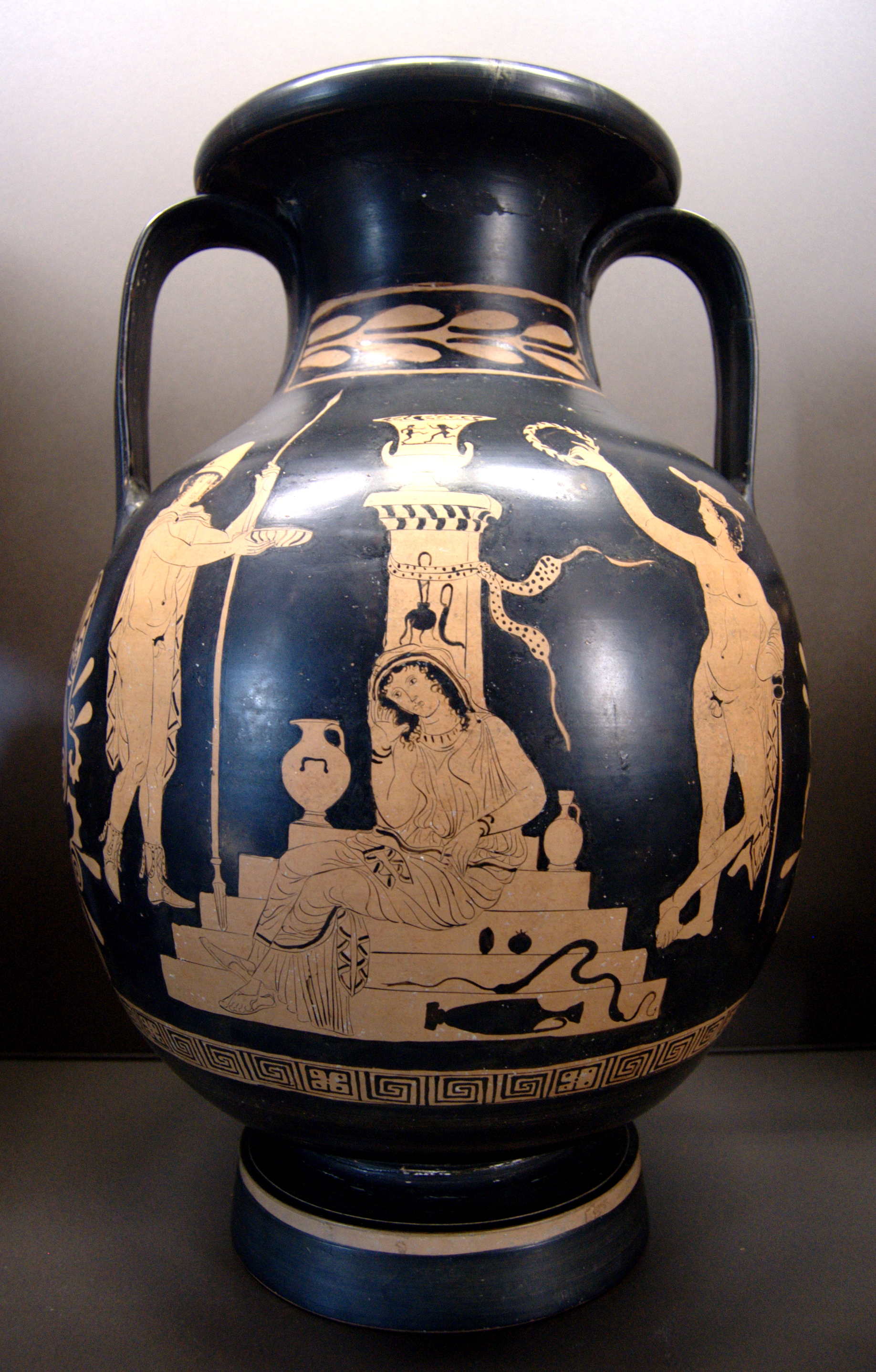
Orestes, Elektra und Hermes vor dem Grab des Agamemnon, Pelike des Choephoren-Maler, um 380/70 v. Chr.

Die Lukanische Vasenmalerei war zwischen 450 und 325 v. Chr. ein regionaler Stil der unteritalisch-rotfigurigen Vasenmalerei. Sie war der älteste unteritalische Regionalstil. Zusammen mit der sizilischen und paestanischen Vasenmalerei bildete sie eine engere stilistische Gemeinschaft.
Die Lukanische Vasenmalerei begann um das Jahr 430 v. Chr. mit den Arbeiten des Pisticci-Malers. Dieser wirkte wohl in Pisticci, wo ein Teil seiner Werke gefunden wurde, und stand noch stark in attischer Tradition. Seine Vasen zeigen kaum mythologische Szenen, was wohl dem einheimischen Geschmack entsprach. Die meisten wurden als Grabbeigaben gefertigt. Andere frühe Produktionszentren befanden sich in Policoro und Metapont. Die Nachfolger des Pisticci-Malers, der Amykos-Maler (ein Schüler) oder der Kyklops-Maler, hatten ihre Werkstatt in Metapont. 1973 wurde der Nachweis einer Töpferwerkstatt in der Stadt im späten 5. und frühen 4. Jahrhundert geführt, als bei Ausgrabungen ein Töpferofen mit Vasenfragmenten des Amykos-Malers, des Kreusa-Malers und des Dolon-Malers ausgegraben. Diese schufen als erste den neuen Vasentyp Nestoris. Lukanische Vasen wurden in beträchtlicher Menge nach Apulien exportiert. Der Dolon-Maler ist möglicherweise nach Apulien ausgewandert, sein spätes Werk zeigt Einflüsse des apulischen Tarporley-Malers. Um 370 v. Chr. beendeten die Werkstätten in Policoro und Metapont ihren Betrieb, und die Produktion wurde ins Hinterland verlegt. Nach der Mitte des 4. Jahrhunderts v. Chr. nahm die Qualität der lukanischen Vasen immer mehr ab. Die Bildthemen wurden immer eintöniger, Exporte nach Apulien hörten fast auf. Um 325 v. Chr. endete die Produktion, letzte bedeutende Vertreter waren der vom Apulischen Vasenmaler Lykurgos-Maler beeinflusste Primato-Maler und der Roccanova-Maler. Es sind etwa 1.500 lukanische Vasen bekannt.
Häufig wurden mythische Szenen und Bilder aus dem Theaterleben dargestellt. So bildete der nach den Cheophoroi des Aischylos benannte Cheophoroi-Maler auf mehreren seiner Vasen Szenen aus dieser Tragödie aus. Zu dieser Zeit machte sich auch der Einfluss der apulischen Vasenmalerei spürbar. Vor allem die Polychromie und ornamentale Pflanzendekors wurden nun Standard.